# Bernard Larrouturou
Pour les articles homonymes, voir Larrouturou.
 (janvier 2015).
Bernard Larrouturou, né le 24 septembre 1958 à Clermont-Ferrand en France, est un chercheur français en mathématiques appliquées et dirigeant d’organismes publics.

## Biographie
Diplômé de l'École polytechnique dont il sort major de promotion en 1980, puis entré au corps des ingénieurs des ponts et chaussées, il devient chargé, puis directeur de recherche à l'INRIA. Ses travaux portent sur la modélisation des phénomènes de propagation de flammes (analyse mathématique, équation aux dérivées partielles) et sur la mise au point de méthodes numériques pour la mécanique des fluides et la combustion (analyse numérique, calcul scientifique). Il est aussi maître de conférences à temps partiel de 1987 à 1993, puis professeur de 1993 à 1999 à l’Ecole Polytechnique dont il préside le département de mathématiques appliquées entre 1996 et 1999. En parallèle, il dirige de 1990 à 1996 le CERMICS (Centre d’enseignement et de recherche en mathématiques et calcul scientifique), nouveau laboratoire de l'École des Ponts et Chaussées.
Bernard Larrouturou dirige ensuite deux établissements publics à caractère scientifique et technologique : il est président directeur général de l'INRIA de 1996 à 2003, puis directeur général du CNRS de 2003 à 2006.
Durant deux années, il se met en disponibilité de la fonction publique et rejoint le groupe Schneider Electric comme vice-président Innovation. Il est ensuite chargé de mission auprès de la ministre de l’Enseignement supérieur et de la Recherche. Dans ce cadre, il rédige notamment en février 2010 un rapport sur l’évolution de l’enseignement supérieur parisien. De 2010 à 2017, il occupe des fonctions au sein du ministère chargé du développement durable. Il est tout d’abord conseiller du vice-président du Conseil général de l’environnement et du développement durable, puis préfigurateur du Cerema (Centre d’études et d’expertise sur les risques, l’environnement, la mobilité et l’aménagement) en 2012-2013. Il est par la suite nommé directeur général de ce nouvel établissement public, dont les missions concernent l’apport d’expertise scientifique pour l’élaboration et la mise en œuvre des politiques publiques portées par l’Etat et les collectivités territoriales dans les domaines du développement durable (climat, environnement, transport, etc.).
En 2018, Bernard Larrouturou rejoint le ministère de l’Enseignement supérieur, de la Recherche et de l’Innovation en tant que directeur général d’août 2018 à fin 2020. Il démissionne le 20 novembre 2020, après le vote de la Loi pour la recherche (LPR), invoquant un désaccord avec la ministre de l'époque, Frédérique Vidal. Il accuse notamment le cabinet de la ministre d'avoir tenu à l'écart les directions générales, et la ministre elle-même d'avoir « traité avec mépris et humilié des personnes de la DGRI ».
Depuis mars 2021, il est à temps partiel membre du Conseil général de l’environnement et du développement durable au ministère de la transition écologique, et à temps partiel directeur du département d’évaluation des organismes au Hcéres.

### Famille
Il est le frère de l'homme politique Pierre Larrouturou.

### Prix
- 1989 : prix Blaise Pascal[2]
- 1995 : prix CISI

### Distinctions
- Chevalier de l'ordre national du Mérite
- Officier de la Légion d'honneur